# 雷納德·霍洛維茲
雷納德·喬治·霍洛維茲（英語：Leonard George Horowitz，1952年6月20日—）是美國的醫學作家、公衛專家和前牙科醫師。

## 生平
霍洛維茲於1996年出版的著作《新興病毒》（Emerging Viruses: AIDS & Ebola—Natural, Accident or Intentional?）中，調查了愛滋病、伊波拉和天花的起源，及研究美國中央情報局在非洲中部的活動。2008年4月，歐巴馬的前牧師耶利米·萊特在國家新聞俱樂部上被主持人問到他過去聲稱美國政府發明愛滋病毒的言論時，萊特引據了霍洛維茲的《新興病毒》。
2009年，霍洛維茲在接受半島電視台採訪時，聲稱H1N1疫苗會導致不育。
霍洛維茲也認同有關化學凝結尾的陰謀理論。

## 外部連結
- 官方网站 （英文）
- 雷納德·霍洛維茲在互联网电影资料库（IMDb）上的資料（英文）